# Hippolyte Lippens
Hippolyte Lippens (Moerbeke-Waas, 16 oktober 1847 – Gent, 31 december 1906) was een Belgisch advocaat, beheerder van suikerfabrieken, burgemeester van Gent en liberaal politicus.

## Biografie

### Familie
Hippolyte Lippens was een telg uit de familie Lippens. Hij was een zoon van Auguste Lippens, burgemeester van Moerbeke-Waas, provincieraadslid van Oost-Vlaanderen, volksvertegenwoordiger en senator, en Marie-Thérèse Kuetgens.
Hij trouwde in 1873 in Gent met Louise de Kerchove de Denterghem (1855-1930), dochter van graaf Charles de Kerchove de Denterghem, burgemeester van Gent, provincieraadslid van Oost-Vlaanderen, volksvertegenwoordiger en senator. Hij werd de vader van onder meer Maurice August Lippens. Ze kregen drie zoons en een dochter.
- Maurice Lippens (1875-1956), burgemeester van Moerbeke-Waas, provincieraadslid van Oost-Vlaanderen, gouverneur van Oost-Vlaanderen, minister, voorzitter van de Senaat, gouverneur-generaal van Belgisch-Congo en minister van Staat, trouwde in 1902 in Brussel met Madeleine Peltzer (1883-1972), kleindochter van Léon Orban. Ze kregen twee dochters, met afstammelingen tot heden.
- Paul Lippens (1876-1915), architect, trouwde in 1906 in Vilvoorde met Suzanne Orban (1887-1971), kleindochter van Guillaume Van Volxem. Ze kregen twee zoons en een dochter, met afstammelingen tot heden.
- Anna Lippens (1877-1857), trouwde in 1899 in Gent met Robert Osterrieth (1869-1947), voorzitter van de Royal Yacht Club de Belgique en ondervoorzitter van het uitvoerend comité van de Olympische Zomerspelen van 1920, zoon van Jacques Osterrieth, handelaar, en Léonie Mols, kunstverzamelaar en -mecenas. Ze kregen vier zoons en een dochter, met afstammelingen tot heden.
- Edgard Lippens (1883-1967), burgemeester van Moerbeke-Waas, trouwde in 1910 in Hoei met Renée Preud'homme (1890-1987). Ze kregen twee zoons en een dochter, met afstammelingen tot heden.

Hij was een schoonbroer van graaf Oswald de Kerchove de Denterghem, advocaat, provincieraadslid van Oost-Vlaanderen, gouverneur van Henegouwen, volksvertegenwoordiger en senator.

### Loopbaan
Gepromoveerd tot doctor in politieke en administratieve wetenschappen (1869) en doctor in de rechten (1871), allebei aan de Rijksuniversiteit Gent, vestigde Lippens zich als advocaat in Gent. Hij stichtte de liberale bladen Het Morgenblad (1882-1888) en de opvolger De Vrijheid. Hij was ook voorzitter van de raad van bestuur van La Flandre Libérale.
Hij werd burgemeester van Gent in 1882 en bekleedde dit ambt tot in 1895. Hetzelfde jaar werd hij verkozen tot liberaal volksvertegenwoordiger voor het arrondissement Gent en vervulde dit mandaat tot in 1886, en opnieuw van 1889 tot 1890. Hij was daarna nog vanaf 1900 senator en bleef dit tot aan zijn overlijden.
Tijdens zijn burgemeesterschap werd de sanering van de Neerscheldewijk (huidige Vlaanderenstraat, Limburgstraat en Henegouwenstraat) in Gent aangevat, naar Parijs' model.
In het industrieel leven was hij, naast het besturen van de familiale suikerfabriek in Moerbeke-Waas, onder meer bestuurder van:
- Compagnie du Congo pour le commerce et l'industrie,
- Compagnie internationale pour le Commerce et l'Industrie,
- Société du Sud-Cameroun,
- Société italo-belge pour l'industrie des sucres,
- Société agricole et industrielle d'Egypte.

Lippens was lid en achtbare meester van de Gentse vrijmetselaarsloge Le Septentrion.
Gent heeft een Hippoliet Lippensplein.